# DJ-мікшер

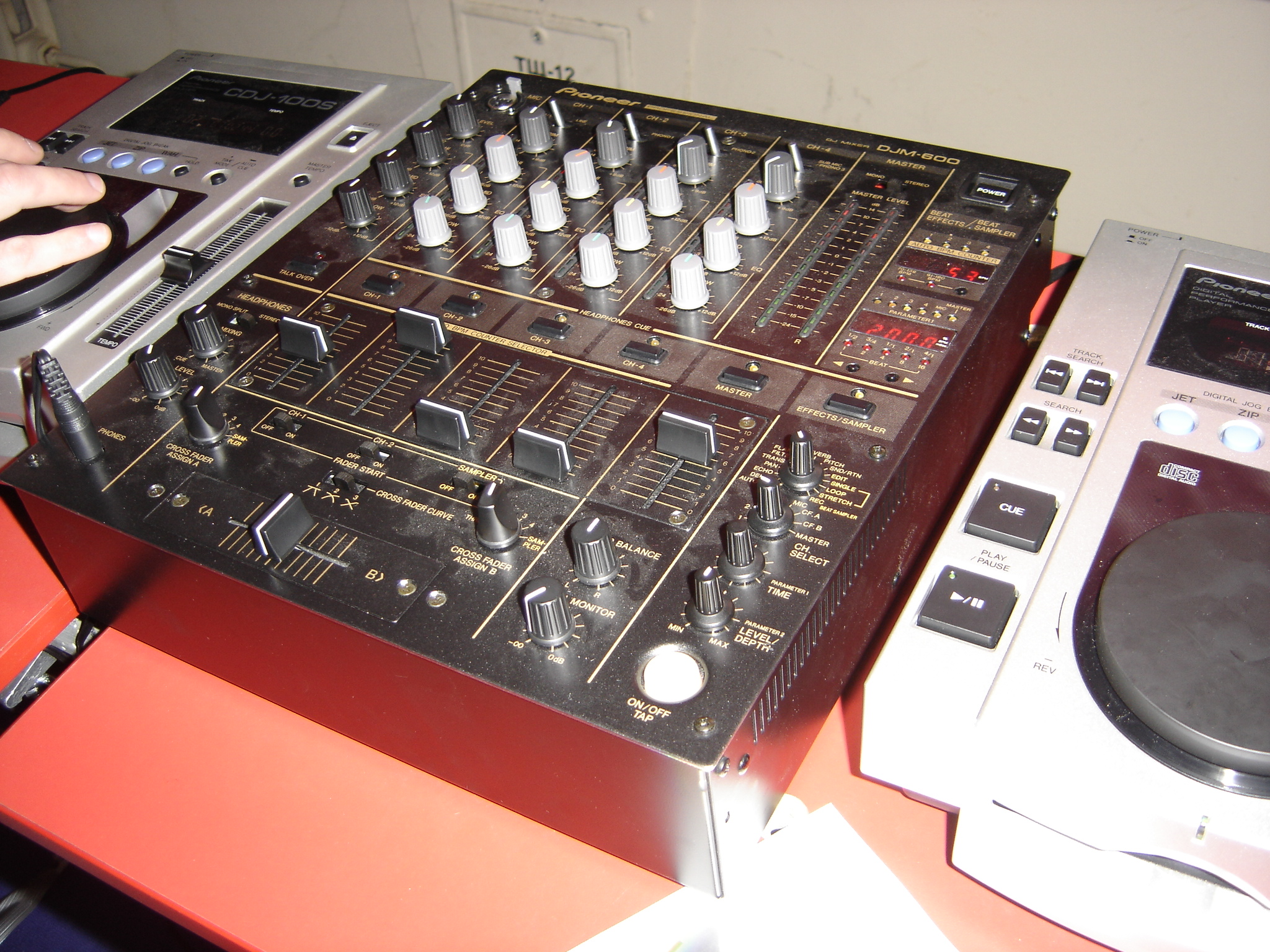
DJ-мікшер Pioneer DJM-600

DJ-мікшер — один із видів аудіо мікшерних пультів, які використовуються диск жокеями. Основні характеристики, які відрізняють DJ-мікшер від інших типів аудіо-мікшерів, це можливість перенаправлення аудіо-сигналу окремого каналу на навушники та наявність кросфейдера, що дозволяє легко переходити між двома джерелами звуку. DJ-міксери також використовуються для створення діджейських міксів.
Типовий сучасний DJ-мікшер як правило, має від двох до шести стерео каналів для підключення і змішування аудіо джерел. Кожен канал зазвичай має фоно-вхід із RIAA вирівнюванням для програвачів вінілових платівок і одна або дві лінії входів для джерел, таких як програвачі компакт-дисків.